# Luc Duchêne
Pour les articles homonymes, voir Duchêne.
 (décembre 2015).
Luc Duchêne est un homme d’affaires et entrepreneur belge.

## Biographie
Né à Dinant en 1949, Luc Duchêne est autodidacte. Il commence sa carrière dans la restauration ; il ouvre deux restaurants, La Sablonnière à Bruxelles et La Pomme d'amour à Waterloo, avant de se lancer dans le marché de la mode et du prêt-à-porter. En 1975, il s’installe Galerie Louise à Bruxelles. D’abord détaillant multimarques, il importe et devient agent exclusif en Belgique pour les marques Chipie et Chevignon. En accord avec leurs fondateurs, Jean-Michel Signoles (actuel propriétaire de la marque Goyard) et Guy Azoulay, Luc Duchêne ouvre les deux premières boutiques Chipie de Bruxelles. Dans la foulée, il devient importateur et distributeur des deux marques pour le Benelux et l’Europe du Nord. Bientôt d’autres griffes entrent dans le groupe : il devient agent importateur pour Moncler et Mulberry. Jusqu’au tournant des années 1990.
En 1988, il rachète la marque Mer du Nord, une marque belge créée par Alain Fraylich « BCBG et chic, dans l’air du temps ! », qui propose d’abord de la maille, puis une collection complète, pour femmes et fillettes, à la mesure du pouvoir d’achat de sa clientèle, issue de la bourgeoisie belge. 
En 1990, il ouvre sa première boutique à Knokke, suivie de l’avenue Louise à Bruxelles puis de toutes les villes importantes. Il acquiert une partie des immenses bâtiments de l’Arsenal à Bruxelles, qu’il restaure en centre logistique et élève Mer du Nord comme leader du marché en Belgique, distribuée à travers un réseau de 20 boutiques propres, et près de 190 multimarques, répartis sur tout le territoire. 
En 1991, il fonde en parallèle la marque Chine. Une griffe  « de luxe ! » qui durant vingt ans jouera la carte stylistique du métissage est-ouest. Ici, la soie imprimée est omniprésente et la fabrication réalisée en Chine à travers un bureau de création et de production basé à Hong Kong, assurant la liaison avec les fabricants. Le tout sous la direction financière et artistique de Luc Duchêne basé à Bruxelles. La marque change de nom pour Chine Belgian Design à la fin des années 2000 pour devenir ensuite la marque homonyme Luc.Duchene,. Mais l'expérience, qualifiée de « pari trop audacieux » «  » est malheureusement un échec,,.
En 2013, Luc Duchêne a célébré les 25 ans et la cinquantième collection et dernière[réf. souhaitée] de sa marque Mer du Nord par une campagne au visage du mannequin belge Anouck Lepère. 
Luc Duchêne mettra ensuite ses affaires en liquidation. 